# Кон, Густав
Густав Кон (нем. Gustav Cohn; 12 декабря 1840 — 17 сентября 1919) — немецкий политэконом, профессор.
Был преподавателем в рижском (1871—1872), а затем в цюрихском политехникуме, позже — профессор в Гёттингене.
Напечатал:
- «Untersuchungen über die englische Eisenbahnpolitik» (Лпц., 1874—1875);
- «Die englische Eisenbahnpolitik der letzten zehn Jahre» (Лпц., 1883);
- «System der Nationalökonomie» (Штут., 1885—1889);
- «Volkswirtschaftliche Aufsätze» (ibid. 1882); «Nationalökonomische Studien» (ibid., 1886).

Кон особенно известен своими талантливыми очерками; немцы называют его своим первым «эссеистом». Написанные живым, увлекательным языком, очерки Кона отличаются свежестью и оригинальностью мысли. В глазах Кона экономические явления не носят характера исключительно естественных процессов: в экономической жизни, наряду с материальными факторами, проявляется человеческая личность с её нравственными требованиями.